# Pseudouridine
La pseudouridine (notée ψ) est un ribonucléoside dérivé de l'uridine. On la trouve dans certains ARN non codants, comme les ARN de transfert ou les ARN ribosomiques. La pseudouridine n'est pas incorporée lors du processus de transcription, mais résulte d'une modification post-transcriptionnelle de certains résidus d'uridine. C'est la modification de base la plus fréquente dans l'ARN, elle est retrouvée chez l'ensemble des organismes vivants.

## Structure
La pseudouridine est le produit d'une isomérisation de l'uridine, résultat d'une rotation de 180° du cycle pyrimidine autour de l'axe passant par les atomes N3 et C6 du cycle. Cette rotation ne modifie pas les propriétés d'appariement Watson-Crick par rapport à l'uridine, mais modifie la nature de la liaison glycosidique entre le ribose et la base. Les bases des nucléotides naturels sont liées à l'ose par un atome d'azote (liaison C–N). Dans la pseudouridine, celle-ci est remplacée par une liaison C–C. Les résidus de pseudouridine possèdent en contrepartie un second groupe NH capable de former une liaison hydrogène supplémentaire. Cette capacité est utilisée dans certains ARN pour stabiliser leur structure. L'une des boucles des ARNt porte un résidu de pseudouridine conservé impliqué dans la stabilisation de la structure tridimensionnelle. Pour cette raison, cette boucle est appelée boucle « TψC », d'après la séquence conservée centrée sur la pseudouridine.

## Synthèse
La pseudouridine est incorporée dans l'ARN par une classe d'enzymes appelées pseudouridine synthases qui catalysent l'isomérisation du cycle uracile.

Synthèse de la pseudouridine.

## Utilisation diagnostique
Le dosage du taux de pseudouridine dans l'urine est utilisé comme élément diagnostique pour le dépistage d'un certain nombre de pathologies, en particulier les cancers. Le métabolisme transcriptionnel est en effet augmenté dans les tumeurs malignes et donne lieu à une production accrue de pseudouridine, lors de la dégradation des ARN. La pseudouridine, résistante en raison de sa liaison glycosidique C-C, est éliminée dans les urines.